# Basketligan 1993/1994
Basketligan 1993/1994

## Grundserie

### A1
| Plats | Lag                    | Spelade | Vinster | Förluster | Poäng     | +/-  | Poäng |
| ----- | ---------------------- | ------- | ------- | --------- | --------- | ---- | ----- |
| 1     | Kärcher Basket         | 33      | 27      | 6         | 3110-2790 | +320 | 54    |
| 2     | Norrköping Dolphins    | 33      | 25      | 8         | 2979-2907 | +72  | 50    |
| 3     | Stockholm Capitals BBK | 33      | 22      | 11        | 3203-2918 | +285 | 44    |
| 4     | Alvik BBK              | 33      | 19      | 14        | 2901-2846 | +55  | 38    |
| 5     | Solna Vikings          | 33      | 18      | 15        | 2843-2770 | +73  | 36    |
| 6     | Mazda Basket           | 33      | 17      | 16        | 2880-2875 | 5    | 34    |
| 7     | Plannja Basket         | 33      | 17      | 16        | 2931-2746 | 185  | 34    |
| 8     | Södertälje BBK         | 33      | 16      | 17        | 2899-2854 | 45   | 32    |

### A2
| Plats | Lag                  | Spelade | Vinster | Förluster | Poäng     | +/-  | Poäng |
| ----- | -------------------- | ------- | ------- | --------- | --------- | ---- | ----- |
| 1     | Marbo 7härad BBK     | 31      | 16      | 15        | 2884-2944 | -60  | 32    |
| 2     | JB Knights BK        | 31      | 14      | 17        | 2708-2811 | -20  | 28    |
| 3     | Jämtland Ambassadors | 31      | 14      | 17        | 2708-2811 | -103 | 28    |
| 4     | Sundsvall Dragons    | 31      | 8       | 23        | 2560-2890 | -330 | 16    |
| 5     | Brahe Basket         | 31      | 7       | 24        | 2568-2857 | -289 | 14    |
| 6     | Mataki Skåne BBK     | 31      | 5       | 26        | 2642-2880 | -238 | 10    |

## Slutspel

### Åttondelsfinaler
| Datum                                       | Match             | Resultat |
| ------------------------------------------- | ----------------- | -------- |
| Mazda Basket - Jämtland Ambassadors (0 - 2) |                   |          |
| 4 mars 1994                                 | Mazda - Jämtland  | 85 - 92  |
| 6 mars 1994                                 | Jämtland - Mazda  | 118 - 76 |
| Solna Vikings - Sundsvall Dragons (2 - 0)   |                   |          |
| 4 mars 1994                                 | Solna - Sundsvall | 95 - 61  |
| 6 mars 1994                                 | Sundsvall - Solna | 67 - 69  |

### Kvartsfinaler
| Datum                                              | Match                 | Resultat |
| -------------------------------------------------- | --------------------- | -------- |
| Alvik BBK - JB Knights BK (3 - 1)                  |                       |          |
| 10 mars 1994                                       | Alvik - JB Knights    | 106 - 90 |
| 15 mars 1994                                       | JB Knights - Alvik    | 76 - 66  |
| 17 mars 1994                                       | Alvik - JB Knights    | 102 - 85 |
| 20 mars 1994                                       | JB Knights - Alvik    | 78 - 87  |
| Stockholm Capitals - Marbo 7härad BBK (3 - 0)      |                       |          |
| 10 mars 1994                                       | Capitals - Marbo      | 105 - 76 |
| 15 mars 1994                                       | Marbo - Capitals      | 93 - 105 |
| 17 mars 1994                                       | Capitals - Marbo      | 109 - 83 |
| Kärcher Basket - Solna Vikings (3 - 1)             |                       |          |
| 10 mars 1994                                       | Kärcher - Solna       | 92 - 75  |
| 15 mars 1994                                       | Solna - Kärcher       | 88 - 84  |
| 17 mars 1994                                       | Kärcher - Solna       | 96 - 71  |
| 20 mars 1994                                       | Solna - Kärcher       | 87 - 91  |
| Norrköping Dolphins - Jämtland Ambassadors (3 - 1) |                       |          |
| 10 mars 1994                                       | Norrköping - Jämtland | 94 - 76  |
| 15 mars 1994                                       | Jämtland - Norrköping | 93 - 100 |
| 17 mars 1994                                       | Norrköping - Jämtland | 71 - 69  |

### Semifinaler
| Datum                                            | Match                  | Resultat |
| ------------------------------------------------ | ---------------------- | --- |
| Norrköping Dolphins - Stockholm Capitals (3 - 2) |                        | |
| 24 mars 1994                                     | Norrköping - Stockholm | 2 - 0 (Matchen slutade 78-81 men Norrköping dömdes som segrare efter att Stockholms avstängda coach Bill Magarity otillåtet hade coachat sitt lag via kommunikationsradio) |
| 29 mars 1994                                     | Stockholm - Norrköping | 104 - 89 |
| 6 april 1994                                     | Norrköping - Stockholm | 96 - 99 |
| 8 april 1994                                     | Stockholm - Norrköping | 85 - 88 |
| 10 april 1994                                    | Norrköping - Stockholm | 104 - 96 |
| Kärcher Basket - Alvik BBK (3 - 0)               |                        | |
| 27 mars 1994                                     | Kärcher - Alvik        | 84 - 78 |
| 30 mars 1994                                     | Alvik - Kärcher        | 87 - 104 |
| 5 april 1994                                     | Kärcher - Alvik        | 95 - 93 |

### Final
| Datum                                        | Match                | Resultat |
| -------------------------------------------- | -------------------- | -------- |
| Kärcher Basket - Norrköping Dolphins (3 - 0) |                      |          |
| 15 april 1994                                | Kärcher - Norrköping | 98 - 89  |
| 19 april 1994                                | Norrköping - Kärcher | 80 - 84  |
| 24 april 1994                                | Kärcher - Norrköping | 88 - 85  |

## Svenska mästarna
- Kärcher Basket